# Карушевы
Карушевы — деревня в Верхнетоемском муниципальном округе Архангельской области.

## География
Находится в юго-восточной части Архангельской области на расстоянии приблизительно 1 км на запад-северо-запад от административного центра района села Верхняя Тойма.

## История
Отмечалась уже только на карте 1980-х годов. До 2021 года входила в состав Верхнетоемского сельского поселения до его упразднения.

## Население
Численность населения: 9 человек (русские 100 %) 2002 году, 4 в 2010.